# Myus

Lage von Myus und ungefähre Küstenverläufe in archaischer, hellenistischer und spätantiker Zeit

Myus (altgriechisch Μυοῦς; auch Myous transkribiert) war eine antike Stadt in der heutigen Westtürkei. Sie war eine der zwölf Städte des Ionischen Bunds und lag fünfzehn Kilometer ostnordöstlich von Milet, an der Mündung des Mäander in den latmischen Meerbusen (jetzt Bafasee), in der Nähe des heutigen Dorfes Avşar.
Nach der antiken Überlieferung wurde Myus von Athenern an der Stelle einer früheren karischen Siedlung gegründet. Laut Strabon war der Stadtgründer Kydrelos (bei Pausanias: Kyaretos), ein Sohn des athenischen Königs Kodros. Während des Ionischen Aufstands ankerte die persische Flotte im Jahre 499 v. Chr. vor Myus (Herodot 5, 36). Myus nahm an der Seeschlacht bei Lade 494 v. Chr. nur mit drei Schiffen teil (Herodot 6, 8). Der Perserkönig Xerxes soll Myus dem zu den Persern geflohenen attischen Feldherrn Themistokles übergeben haben.
Myus gehörte dem Attischen Seebund an, zahlte aber nur geringe Beiträge (ein Talent), da der Hafen der Stadt unter der zunehmenden Verlandung durch die Verschiebung der Mäander-Mündung litt. 201 v. Chr. übergab Philipp V. das eroberte Myus den Magnesiern. Während des späten Hellenismus wurde die Stadt schließlich mit Milet vereinigt und gänzlich aufgegeben; zur Zeit des Pausanias im 2. Jahrhundert n. Chr. war sie bereits eine Ruinenstätte.
Bei Ausgrabungen wurde auf einer Terrasse der auch in antiken Quellen erwähnte Dionysos-Tempel gefunden, der im 6. Jahrhundert v. Chr. im ionischen Stil aus weißem Marmor erbaut wurde und 30 × 17 m misst. Auf einer weiteren Terrasse befand sich ein dorischer Tempel, der wohl dem Apollon Terbintheos gewidmet war und von dem noch Fundamente zu sehen sind. Außerdem sind Mauerreste aus archaischer Zeit und die Ruine einer byzantinischen Burg zu besichtigen.